# DNAJC5B
DNAJC5B (англ. DnaJ heat shock protein family (Hsp40) member C5 beta) – білок, який кодується однойменним геном, розташованим у людей на 8-й хромосомі. Довжина поліпептидного ланцюга білка становить 199 амінокислот, а молекулярна маса — 22 496.
| 10         |  | 20         |  | 30         |  | 40         |  | 50         |
| ---------- |  | ---------- |  | ---------- |  | ---------- |  | ---------- |
| MACNIPNQRQ |  | RTLSTTGEAL |  | YEILGLHKGA |  | SNEEIKKTYR |  | KLALKHHPDK |
| NPDDPAATEK |  | FKEINNAHAI |  | LTDISKRSIY |  | DKYGSLGLYV |  | AEQFGDENVN |
| TYFMLSSWWA |  | KALFVIVGLL |  | TGCYFCCCLC |  | CCCNCCCGHC |  | RPESSVPEED |
| FYVSPEDLEE |  | QIKSDMEKDV |  | DFPVFLQPTN |  | ANEKTQLIKE |  | GSRSYCTDS  |

A: Аланін

C: Цистеїн

D: Аспарагінова кислота

E: Глутамінова кислота

F: Фенілаланін

G: Гліцин

H: Гістидин

I: Ізолейцин

K: Лізин

L: Лейцин

M: Метіонін

N: Аспарагін

P: Пролін

Q: Глутамін

R: Аргінін

S: Серин

T: Треонін

V: Валін

W: Триптофан

Кодований геном білок за функціями належить до шаперонів, фосфопротеїнів, ліпопротеїнів. 
Локалізований у мембрані.